# Volba izraelského prezidenta 1949

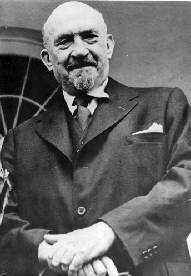
Chajim Weizmann se stal vítězem těchto prezidentských voleb.

Volba prvního izraelského prezidenta se v Knesetu konala 16. února 1949. Tato nově ustanovená funkce nahradila předsedu Prozatímní státní rady, který byl do té doby hlavou Státu Izrael. Ve volbách uspěl Chajim Weizmann, který se tak stal prvním izraelským prezidentem.

## Kandidáti
Do voleb prvního izraelského prezidenta nastoupili celkem dva kandidáti:
- Chajim Weizmann: Předseda Prozatímní státní rady a současná hlava státu, sionistický vůdce, jenž se angažoval v přijetí Balfourovy deklarace a Fajsal-Weizmannovy dohody.
- Josef Klausner: Židovský učenec a učitel hebrejské literatury na Hebrejské univerzitě v Jeruzalémě.

## Výsledky
Volba byla rozhodnuta již v prvním kole, kdy Weizmann získal absolutní většinu. Ve volbě hlasovalo 114 ze 120členného izraelského parlamentu. Slavnostní přísahu Weizmann složil 17. února 1949.
| Candidate                     | Votes |
| ----------------------------- | ----- |
| Chajim Weizmann               | 83    |
| Josef Klausner                | 15    |
| prázdných hlasovacích lístků  | 15    |
| neplatných hlasovacích lístků | 1     |
| celkem                        | 114   |